# محوطه وسکه
محوطه وسکه در شهرستان رضوانشهر، بخش پره سر، روستای وسکه واقع شده و این اثر در تاریخ ۱۱ مهر ۱۳۸۳ با شمارهٔ ثبت ۱۱۱۴۱ به‌عنوان یکی از آثار ملی ایران به ثبت رسیده است.